# ۱-برموبوتان
۱-برموبوتان (به انگلیسی: 1-Bromobutane) یک ترکیب شیمیایی با شناسه پاب‌کم ۸۰۰۲ است. 